# ドナルド・ローブリング

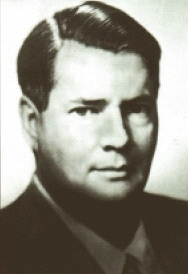
ドナルド・ローブリング

ドナルド・ローブリング（Donald Roebling、1908年11月15日 - 1959年）は、アメリカ合衆国の博愛主義者、発明家。1937年、ハリケーン時の救助を目的にアムトラックを発明したことで、有名である。アメリカ海軍から"exceptional accomplishment"として、Roebling Alligatorの発明を表彰された。1948年、ハリー・S・トルーマン大統領から"for exceptionally meritorious conduct in the performance of outstanding service to the United States."として、功労勲章を受けた。 曽祖父はブルックリン橋を設計したジョン・ローブリング、祖父はワシントン・ローブリング、祖母はエミリー・ウォーレン・ローブリング。
ニューヨークで生まれ、ベルナーズビルの邸宅で育った。
1979年12月19日、ドナルド・ローブリング邸がアメリカ合衆国国家歴史登録財に指定された。